# Madhuca lobbii
Madhuca lobbii  (лат.) — вид двудольных растений рода Мадука (Madhuca) семейства Сапотовые (Sapotaceae). Под текущим таксономическим названием описан нидерландским ботаником Германом Иоганном Ламом в 1925 году.
Среди местных жителей растение известно под названием «ye-meze».

## Распространение, описание
Эндемик Мьянмы, распространённый в административной области Танинтайи (штат Мон). Типовой экземпляр собран в местности Атран-Моламьяйн.
Фанерофит. Дерево.

## Синонимы
Синонимичные названия:
- Bassia lobbii C.B. Clarkebasionym
- Vidoricum lobbii (C.B. Clarke) Kuntze